# 350 جرام (مسلسل)
350 جرام هو مسلسل تلفزيوني سوري لبناني، بدأ تصويره وإنتاجه في نهاية عام 2020 وتم عرضه في موسم رمضان عام 2021 يروي قصة تفاعل وصراع بين القانون والمجرمين وتجارة الأعضاء حيث يتعرض محام ممتاز لوعكة صحية اجري على اثرها زراعة قلب ناجحة.

## القصة
انقلبت حياة نوح الريس المحامي العُقر المتلاعب بالقانون، رأسًا على عقب بعد تعرضة لوعكة صحية، أدت إلى نقل قلب من إحدى المتبرعين له، لتتصاعد الأحداث وبعدها يأتي فايز الأشقر الذي قُتل ابنه فارس ثم بعد ذلك قرر الانتقام لمقتل ابنه في نهاية المسلسل يُقتل نوح وفايز بعد التصويب على بعضهما البعض.